# Federico Balzaretti
Federico Balzaretti (Turijn, 6 december 1981) is een Italiaans voormalig betaald voetballer die doorgaans als verdediger speelde. Hij speelde van 1998 tot en met 2015 voor achtereenvolgens Torino, AS Varese 1910, AC Siena, Juventus, ACF Fiorentina, US Palermo en AS Roma. Balzaretti speelde van 2010 tot en met 2013 zestien interlands in het Italiaans voetbalelftal, waarmee hij deelnam aan onder meer het EK voetbal 2012. Nadat hij in het seizoen 2014/15 nog één wedstrijd speelde voor AS Roma, beëindigde hij in augustus 2015 officieel zijn actieve loopbaan vanwege aanhoudende blessures. Hij ging in plaats daarvan aan de slag als begeleider van jeugdspelers bij AS Roma.

## Erelijst
Juventus
- Kampioen Serie B

2006/07